# Tony Blair

Blair i George W. Bush (2004)

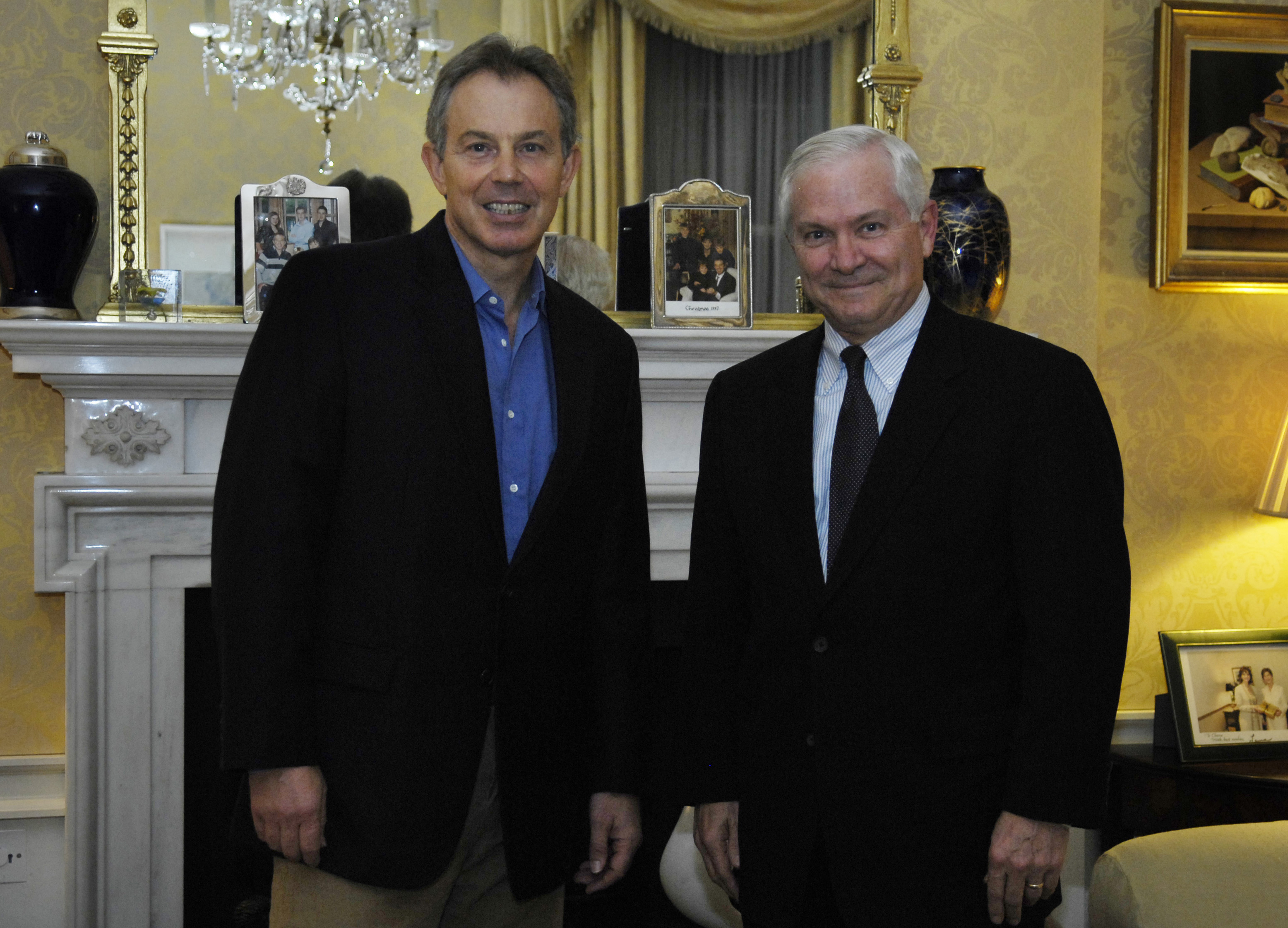
Blair i Robert Gates (2007)

Tony Blair, właśc. Sir Anthony Charles Lynton Blair (ur. 6 maja 1953 w Edynburgu) – brytyjski polityk, w latach 1983–2007 członek Izby Gmin, w latach 1994–2007 przywódca Partii Pracy, w latach 1997–2007 premier Wielkiej Brytanii.

## Życiorys

### Młodość i wykształcenie
Urodził się w edynburskim Queen Mary Maternity Home. Jest synem prawnika i działacza Partii Konserwatywnej Leo Blaira i Hazel Corscadden, córki George Corscaddena. Dzieciństwo spędził w Durham, gdzie jego ojciec był wykładowcą uniwersyteckim. Uczył się w prywatnej szkole Fettes, określanej mianem „szkockiego Eton”. Jest absolwentem prawa na St John’s College w Uniwersytecie Oksfordzkim oraz City Law School w City University of London. W czasie studiów Blaira jego matka zmarła na raka. Po ukończeniu uczelni Blair rozpoczął praktykę w Lincoln’s Inn.

### Początki kariery politycznej
W 1975 wstąpił do Partii Pracy. Jego pierwsza próba dostania się do parlamentu z okręgu Beaconsfield w 1982 była nieudana, ale zwróciła na Blaira uwagę lidera laburzystów Michaela Foota. W 1983 wystartował w wyborach do Izby Gmin w nowo utworzonym okręgu Sedgefield. Wybory te wygrał uzyskując 47,6% głosów. Podczas kampanii wyborczej dał się poznać jako zwolennik wystąpienia Wielkiej Brytanii z EWG oraz jednostronnego rozbrojenia nuklearnego. Swoją pierwszą mowę na forum Izby Gmin wygłosił 6 lipca 1983.
Po wyborach Blair szybko awansował w partyjnej hierarchii. Już w 1984 został głównym mówcą opozycji ds. finansowych. Wkrótce związał się z reformatorskim nurtem w partii reprezentowanym przez jej lidera Neila Kinnocka. Po wyborach 1987 został członkiem opozycyjnego zespołu ds. handlu i przemysłu, gdzie zajmował się sprawami Londynu. W 1988 został członkiem gabinetu cieni jako minister ds. energii, a rok później został ministrem ds. zatrudnienia. Przed wyborami 1992 opowiadał się za modernizacją programu laburzystów i odpowiadał za wprowadzenie programu płacy minimalnej.
Wybory 1992 zostały przez Partię Pracy przegrane i Kinnock podał się do dymisji. Nowy lider laburzystów, John Smith, mianował Blaira opozycyjnym ministrem spraw wewnętrznych. Po nagłej śmierci Smitha w 1994 Blair wystartował w wyborach na lidera partii, w których pokonał Johna Prescotta i Margaret Beckett. Jako Lider Opozycji został powołany do Tajnej Rady. Stojąc na czele partii kontynuował rozpoczętą przez poprzedników reformę struktur partyjnych i starania o przesunięcie programu partii na pozycje centrowe. Blair ograniczył m.in. wpływy związków zawodowych w partii i usunął z jej programu postulat nacjonalizacji gospodarki.

### Premier Wielkiej Brytanii
W wyborach 1 maja 1997 Partia Pracy, po raz pierwszy od 18 lat, pokonała konserwatystów, zdobywając absolutną większość 179 mandatów w Izbie Gmin. Zwycięstwa w kolejnych wyborach (w 2001 i 2005) uczyniły zeń najdłużej urzędującego laburzystowskiego premiera. Prowadził prorynkową politykę, tzw. „New Labour”. Rozpoczął również proces nadawania większej samodzielności częściom składowym brytyjskiej monarchii. 10 kwietnia 1998 podpisano porozumienie wielkopiątkowe, które (przynajmniej w teorii) kończyło protestancko-katolicki konflikt w Irlandii Północnej. W listopadzie 1998 Blair został pierwszym brytyjskim premierem, który przemawiał na forum Dáil Éireann, izby niższej irlandzkiego parlamentu. Większą samodzielność otrzymały Szkocja i Walia, gdzie powołano do życia regionalne ciała ustawodawcze.
Kiedy Partia Pracy była w opozycji głośno krytykowała rządzących konserwatystów za zbyt miękką, jej zdaniem, postawę w sprawie wojny w Bośni. Będąc u władzy Blair poparł w 1999 zdecydowane działania NATO podczas konfliktu w Kosowie. Po atakach z 11 września 2001 Blair popierał działania Stanów Zjednoczonych w Afganistanie i Iraku. 17 lipca 2003  - w uznaniu jego wybitnego i trwałego wkładu w utrzymanie bezpieczeństwa wszystkich narodów, miłujących wolność - odznaczony został Złotym Medalem Kongresu (jako pierwszy Brytyjczyk od czasu Winstona Churchilla) oraz Ellis Island Medal of Honour jako pierwszy nie-Amerykanin w historii. Proamerykańska polityka zagraniczna nie zyskiwała Blairowi sympatii w kraju i w wyborach 2005 przewaga laburzystów w Izbie Gmin spadła ze 167 do 66 mandatów. Wybory lokalne w 2006 Partia Pracy przegrała.

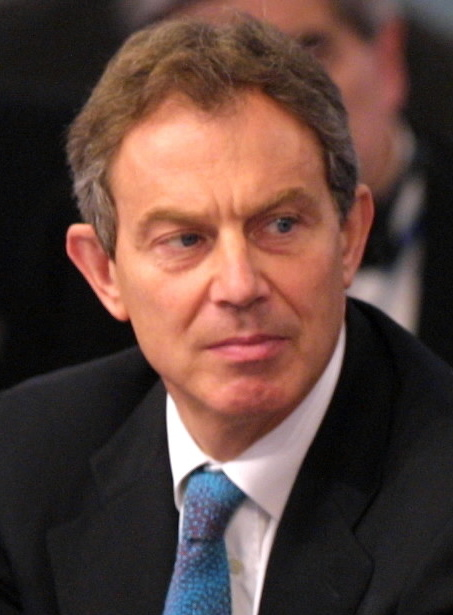
Blair w 2002

Od listopada 1999 był wiceprzewodniczącym Międzynarodówki Socjalistycznej. 10 maja 2007 ogłosił swoją rezygnację ze stanowiska lidera Partii Pracy i zapowiedział, że 27 czerwca złoży rezygnację na ręce królowej Elżbiety II z urzędu premiera. 24 czerwca 2007 Gordon Brown zastąpił go na stanowisku przewodniczącego Partii Pracy, a 27 czerwca 2007 na stanowisku premiera Wielkiej Brytanii. Jednocześnie Blair zrezygnował z miejsca w parlamencie.

### Dalsze życie
Były taoiseach Irlandii Bertie Ahern poinformował 27 czerwca 2007, że Blair zgodził się objąć stanowisko międzynarodowego wysłannika na Bliski Wschód tzw. kwartetu bliskowschodniego i zajmie się procesem pokojowym w tym regionie.

## Życie prywatne

### Rodzina
29 marca 1980 Blair poślubił Cherie Booth (ur. 23 września 1954), córkę aktora Tony’ego Bootha. Ma z nią trzech synów i córkę:
- Euan Anthony Blair (ur. 19 stycznia 1984)
- Nicholas „Nicky” John Blair (ur. 6 grudnia 1985)
- Kathryn Hazel Blair (ur. 2 marca 1988)
- Leo George Blair (ur. 20 maja 2000), pierwsze od 1849 dziecko, które urodziło się urzędującemu premierowi

### Wyznanie
Przez większość życia był anglikaninem. Ceremonia jego konwersji na katolicyzm odbyła się po ustąpieniu ze stanowiska premiera 21 grudnia 2007 w prywatnej kaplicy arcybiskupa Westminsteru w Londynie, a Tony Blair przyjął komunię św. z rąk kard. Cormaca Murphy’ego O’Connora. Katoliczką jest żona Blaira, Cherie. Również czworo ich dzieci przyjęło chrzest w Kościele katolickim.

## Ordery i odznaczenia
- Order Podwiązki (2022)[5]
- Order Wolności Kosowa (2016)[6]

## Publikacje
- Socialism, Fabian Society, 1994, ISBN 0-7163-0565-8.
- What Price Safe Society?, Fabian Society, 1994, ISBN 0-7163-0562-3.
- Let Us Face the Future, Fabian Society, 1995, ISBN 0-7163-0571-2.
- New Britain: My Vision of a Young Country, Basic Books, 1997, ISBN 0-8133-3338-5.
- Leading the Way: New Vision for Local Government, Institute for Public Policy Research, 1998, ISBN 1-86030-075-8.
- The Third Way: New Politics for the New Century, Fabian Society, 1998, ISBN 0-7163-0588-7.
- Superpower: Not Superstate? (Federal Trust European Essays), Federal Trust for Education & Research, 2000, ISBN 1-903403-25-1.
- The Courage of Our Convictions, Fabian Society, 2002, ISBN 0-7163-0603-4.